# Пинту, Антониу (легкоатлет)
Антониу Пинту — португальский легкоатлет, который специализировался в марафоне. Чемпион Европы 1998 года на дистанции 10 000 метров. Действующий рекордсмен Европы и обладатель национального рекорда в марафоне — 2:06.36. 
В настоящее время владеет рекордами Португалии на дистанциях 5000 метров — 13.02,86 и 10 000 метров.

## Достижения
- 1992:  Лондонский марафон - 2:10.02
- 1994:  Берлинский марафон - 2:08.31
- 1994:  Парижский марафон - 2:10.58
- 1995:  Лондонский марафон - 2:08.48
- 1995:  Берлинский марафон - 2:08.57
- 1996:  Токийский марафон - 2:08.38
- 1997:  Лондонский марафон - 2:07.55
- 1998:  Лондонский марафон - 2:08.13
- 1999:  Лондонский марафон - 2:09.00
- 2000:  Лондонский марафон - 2:06.36
- 2001:  Лондонский марафон - 2:09.36

## Олимпийские игры
- Сеул 1988: 10 000 метров — 13-е место — 28.09,53
- Барселона 1992: Марафон — DNF
- Атланта 1996: Марафон — 14-е место — 2:16.41
- Сидней 2000: Марафон — 11-е место — 2:15.17